# Michele Bianchi

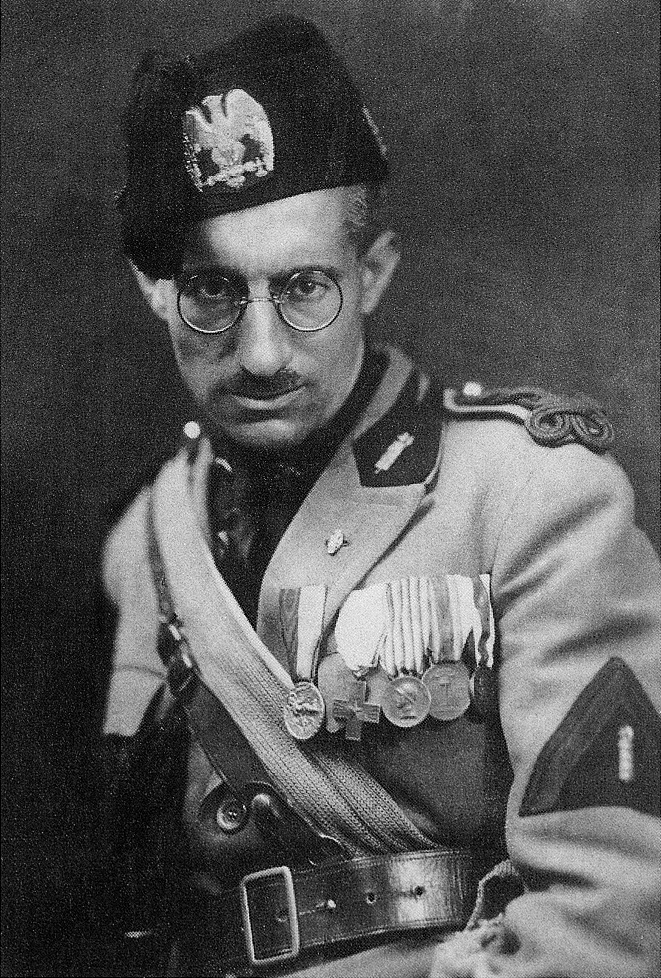
Michele Bianchi

Michele Bianchi (* 22. Juli 1883 in Belmonte Calabro; † 3. Februar 1930 in Rom) war ein italienischer Journalist und Politiker des Faschismus.

## Werdegang
Bianchi besuchte das Lyzeum in Cosenza und absolvierte anschließend das Studium der Rechtswissenschaften in Rom. Nach seiner Promotion war er als Journalist tätig und wurde Redakteur des Parteiblattes des Partito Socialista Italiano Avanti! unter dem Chefredakteur Arturo Labriola. 1905 verließ er die Redaktion und widmete sich der Herausgabe des Gioventù socialista, des Organs der jungen Sozialisten. Seine antimilitaristische Kampagne in dieser Zeitung brachte ihn erstmals ins Gefängnis und führte zu seiner Ausweisung nach Genua. Hier wurde er Chef der lokalen Arbeiterkammer der revolutionären Arbeiter und Redakteur des örtlichen Parteiblattes Lotta socialista. 1906 legte er nach einigen Arbeitskämpfen seinen Plan für eine gewaltfreie Lösung von Arbeitsproblemen vor, die aber von der Parteiführung nur teilweise positiv aufgenommen wurde. Es folgten wechselvolle Jahre als Herausgeber der Gazetten La Scintilla und La Battaglia, eine Arbeit, die ihm mehrere Gefängnisaufenthalte einbrachte. Auch sein Widerstand gegen den Italienisch-Türkischen Krieg brachte ihm eine Haftstrafe.
In Mailand wurde er einer der wichtigsten Exponenten der lokalen Gewerkschaftsbewegung. Beim Kampf um den Kriegseintritt Italiens arbeitete er eng mit Benito Mussolini zusammen. Am Krieg selbst nahm er als Kriegsfreiwilliger teil und wurde Unteroffizier. Bianchi war bei der Gründung der Fasci di Combattimento ebenso dabei wie bei der Gründung des eigentlichen Partito Nazionale Fascista, deren Nationalsekretär er 1921 wurde. Als solcher bemühte er sich besonders um eine Allianz mit der Linken, gegen die er allerdings zahlreiche Aktionen durchführen ließ. Nach der erfolgreichen Niederschlagung des Generalstreiks vom Februar 1922 bereitete er als einer der vier Quadrumviren (neben ihm gehören diesem Gremium Italo Balbo, Cesare Maria De Vecchi und Emilio De Bono an) den Marsch auf Rom vor.
Nach der Übernahme der Regierungsgeschäfte wurde der Parteisekretär der nationalfaschistischen Partei am 4. November 1922 auch Generalsekretär im Innenministerium. Im gleichen Monat dieses Jahres brachte er durch ein Interview, das in der Zeitschrift Il Popolo d’Italia erschien, das Gespräch auf die Einführung eines Mehrheitswahlrechts, wonach zwei Drittel der Sitze in der Abgeordnetenkammer der Mehrheitsliste zugewiesen werden sollten; die restlichen Sitze sollten an die übrigen Listen aufgrund des Verhältnisprinzips verteilt werden. Das war der Startschuss für eine gravierende Wahlrechtsänderung im Jahr 1923, bekannt geworden unter dem Namen Legge Acerbo. Im Frühjahr 1923 bestätigte eine vom Großen Faschistischen Rat (Gran Consiglio del Fascismo) benannte Kommission – der sowohl Michele Bianchi als auch Roberto Farinacci angehören – mit großer Mehrheit ein Wahlrechts-Projekt, das den Vorschlägen von Bianchi entsprach. 1924 wurde er in den Faschistischen Großrat berufen. 1925 erhielt er den Posten eines Sekretärs im Ministerium für öffentliche Arbeiten, um im September 1929 Minister für öffentliche Arbeiten zu werden. Sein Abgeordnetenmandat, das ihm erneut übertragen wurde, konnte er allerdings nicht mehr ausüben: Er starb im Alter von 46 Jahren.